# Gilbert Walusinski
Gilbert Walusinski, né le 31 janvier 1915 à Paris et mort le 13 janvier 2006 à Brou en Eure-et-Loir,,,, est un mathématicien et syndicaliste français.

## Biographie

### Famille
Gilbert Walusinski est le fils de Joseph Walusinski et de Georgette Soyer. Il épouse Janette Illet le 25 juillet 1939, institutrice et a deux enfants Gilles, né le 10 janvier 1945 à Poitiers, Olivier (né à Paris le 3 avril 1949).

### Études
Gilbert Walusinski est licencié ès sciences à Paris en 1935 et agrégé de mathématiques en 1941.

### Carrière professionnelle
Maître d’internat au lycée Jean-Baptiste Say, du 1er octobre 1935 au 30 septembre 1938, professeur délégué au lycée de garçons à Troyes, du 1er octobre 1938 au 16 septembre 1939, Gilbert Walusinski est nommé professeur délégué au lycée Condorcet à Paris, du 1er octobre 1940 au 8 février 1942, puis professeur agrégé (CN) au lycée de Poitiers, du 13 janvier 1942 au 30 septembre 1946. Professeur agrégé au lycée Claude-Debussy à Saint-Germain-en-Laye, du 20 août 1946 au 30 septembre 1947, ensuite au lycée Claude-Bernard à Paris, du 15 juillet 1947 au 30 septembre 1948, au lycée Voltaire à Paris de 1949 à 1957, il finit sa carrière comme professeur au lycée de Saint-Cloud d'octobre 1957 jusqu’à sa retraite.

### Parcours syndical
En avril 1948, il est élu co-secrétaire général de la Fédération de l’éducation nationale Force Ouvrière et devient par la suite secrétaire adjoint du Syndicat professionnel international de l’enseignement (SPIE).
Délégué au congrès fondateur de Force Ouvrière des 12-13 avril 1948 à la mutualité, il fait voter à l'unanimité trois motions, la première sur l'éducation ouvrière, la deuxième pour un syndicalisme laïque pour la défense de l'école laïque, la troisième demandant un statut réglementant l'apprentissage comme il en existe dans les autres ordres d'enseignement .
À partir de 1949, il est gérant des Cahiers Fernand Pelloutier édités d'abord par la FEN FO, puis à compter d'octobre 1950 par le Centre d’éducation ouvrière de la CGT FO. En 1951, considérant avoir « échoué dans un lancement valable des Cahiers », il abandonne la direction, la rédaction et la gérance de cette publication.
Walusinski vote contre le rapport moral du 3e congrès de Force Ouvrière en novembre 1952 car il reproche à la confédération d'être trop complaisante avec les intérêts coloniaux : « on a dit, on a pu dire dans les milieux internationaux que Léon Jouhaux n’avait jamais été aussi assidu aux séances de la C.I.S.L. que pour défendre les intérêts de l’occupation française en Afrique du Nord ».

### Actions pédagogiques et associations
De 1955 à 1958, il est président de l’Association des professeurs de mathématiques de l'enseignement public. De 1959 à 1962, il devient secrétaire de la Commission internationale sur l'enseignement mathématiques (C.I.E.M.) puis à partir de 1963 délégué national de la Commission internationale sur l'enseignement mathématiques. Il est aussi à la base de la création des instituts de recherche sur l'enseignement des mathématiques (IREM) qui se mettent en place entre 1969 et 1974 à raison de un par académie et dans lesquels les enseignants sont sur un pied d'égalité et ce quels que soient leur origine et leur niveau de formation ou d'enseignement. En 1976, il est, avec  Lucienne Gouguenheim, cofondateur du C.L.E.A. (Comité de liaison enseignement et astronomie), qui vise à promouvoir la promotion de l'enseignement de l'astronomie dans les écoles et leur vaut en 2001 le prix de l'information scientifique de l'Académie des sciences.
Il reçoit le prix des Dames de la Société astronomique de France en 1952.